# Karibi elénia
A karibi elénia (Elaenia martinica) a madarak osztályának a verébalakúak (Passeriformes) rendjébe és a királygébicsfélék (Tyrannidae) családjába tartozó faj.

## Rendszerezése
A fajt Carl von Linné svéd természettudós írta le 1766-ban, a Muscicapa nembe Muscicapa martinica néven.

## Alfajai
- Elaenia martinica riisii (P. L. Sclater, 1860) - Puerto Rico, a Brit Virgin-szigetek, az Amerikai Virgin-szigetek, Anguilla, Saint-Barthélemy, Saint-Martin, Saba, Sint Eustatius és Antigua és Barbuda
- Elaenia martinica martinica (Linnaeus, 1766) - Saint Kitts és Nevis, Montserrat, Guadeloupe, Martinique, a Dominikai Közösség, Saint Lucia. Saint Vincent és a Grenadine-szigetek  és Grenada
- Elaenia martinica barbadensis (Cory, 1888) - Barbados
- Elaenia martinica caymanensis (Berlepsch, 1907) - a Kajmán-szigetek
- Elaenia martinica remota (Berlepsch, 1907) - San Andrés és Providencia szigetek (Kolumbia)
- Elaenia martinica chinchorrensis (Griscom, 1926) -  Great Cay sziget (Mexikó) és szomszédos apró szigetek
- Elaenia martinica cinerescens (Ridgway, 1884) - Apró szigetek Honduras partvidéke mentén [2]

## Előfordulása
Mexikó, Anguilla, Aruba, Barbados, Belize, Bonaire, Sint Eustatius, Saba, a Kajmán-szigetek, Kolumbia, Curaçao, a Dominikai Köztársaság, Grenada, Guadeloupe, Martinique, Montserrat, Puerto Rico, Sint Maarten, Saint-Barthélemy, Saint Kitts és Nevis, Saint Lucia, Saint-Martin, Saint Vincent és a Grenadine-szigetek,  a Brit Virgin-szigetek és az Amerikai Virgin-szigetek területén honos.
Természetes élőhelyei a szubtrópusi és trópusi síkvidéki esőerdők, mangroveerdők, lombhullató erdők és cserjések, valamint ültetvények, vidéki kertek és másodlagos erdők. Állandó, nem vonuló faj.

## Megjelenése
Testhossza 18 centiméter.

## Életmódja
Rovarokkal és gyümölcsökkel táplálkozik.

## Természetvédelmi helyzete
Az elterjedési területe rendkívül nagy, egyedszáma pedig ismeretlen. A Természetvédelmi Világszövetség Vörös listáján nem fenyegetett fajként szerepel.